# Сярча-Лонка
Сярча-Лонка (пол. Siarcza Łąka) — село в Польщі, у гміні Кадзідло Остроленцького повіту Мазовецького воєводства.
Населення — 317 осіб (2011).
У 1975-1998 роках село належало до Остроленцького воєводства.

## Демографія
Демографічна структура станом на 31 березня 2011 року:
|          | Загалом | Допрацездатний вік | Працездатний вік | Постпрацездатний вік |
| -------- | ------- | ------------------ | ---------------- | -------------------- |
| Чоловіки | 163     | 47                 | 107              | 9                    |
| Жінки    | 154     | 52                 | 80               | 22                   |
| Разом    | 317     | 99                 | 187              | 31                   |